# Chlorotalpa
Chlorotalpa är ett släkte i familjen guldmullvadar med två arter som förekommer i södra Afrika. Tidigare räknades fem arter till släktet. Av dessa flyttades två till släktet Calcochloris och arten Carpitalpa arendsi utgör idag ett eget släkte.
Arterna är:
- Chlorotalpa duthieae lever i södra Sydafrika, den listas av IUCN som sårbar (VU).
- Chlorotalpa sclateri hittas i flera från varandra skilda områden i Sydafrika och Lesotho, den listas som livskraftig (LC).

## Beskrivning
Som namnet antyder påminner arterna om mullvadar men det finns inget nära släktskap mellan djurgrupperna. Pälsen är på ovansidan mörkbrun med gröna eller violetta skuggor. Undersidan är hos Chlorotalpa duthieae lite ljusare och hos Chlorotalpa sclateri grå. Chlorotalpa duthieae har dessutom gula fläckar vid varje sida av nosen. Kroppslängden ligger mellan 9,5 och 11 cm. Alla befindliga tår vid framtassen är utrustade med klor men Chlorotalpa duthieae har en förkrympt tumme och hos Chlorotalpa sclateri är klon vid den tredje tån förstorade. Vikten för Chlorotalpa sclateri är cirka 20 till 55 gram.
Levnadssättet är nästan outrett. Chlorotalpa duthieae föredrar troligen sandiga platser i bergsskogar nära kusten samt i landskapet Fynbos. Chlorotalpa sclateri hittas främst i klippiga bergstrakter som är täckta av gräs och buskar. Födan utgörs troligen av insekter och daggmaskar.